# 毛利高慶
毛利 高慶（もうり たかよし/たかやす）は、江戸時代前期から中期にかけての大名。通称は助十郎。豊後国佐伯藩の第6代藩主。官位は従五位下・周防守。

## 略歴
豊後森藩主・久留島通清の5男（6男とも言われている）として森にて誕生。初名は高定、高寛。
貞享5年（1688年）7月29日、実兄で佐伯藩5代藩主の毛利高久の養子となった。同年9月18日、5代将軍徳川綱吉にお目見えする。元禄2年（1689年）12月7日、従五位下周防守に叙任する。元禄4年（1691年）6月5日、奥詰となる。同年6月18日、小姓となる。同年10月13日、解任される。元禄6年（1693年）4月22日、再び小姓となる。元禄7年（1694年）2月16日、解任される。元禄12年（1699年）5月13日、養父高久の兄の隠居により家督を継いだ。このとき、高慶と改めている。
藩政においては飢饉や地震による災害が相次いだ。高慶は有能な人材の登用や信賞必罰制の推進、さらには文武の奨励や製紙・製炭業を中心とした殖産興業政策の推進も行なう。また、治水工事や関所の整備、漁業政策や畜産業の奨励も行なうなどして藩政改革の多くに成功を収め、佐伯藩の中興の名君と称された。また、仏教に対する信心も深かったようで、佐伯湾内の八島に八大竜王堂などを建立している。
寛保2年（1742年）8月7日、家督を嫡孫で養嗣子の高丘に譲って隠居し、翌年9月13日に69歳で死去した。法号は源林院。墓所は大分県佐伯市の養賢寺。

## 系譜
父母
- 久留島通清（実父）
- 安部氏 ー 側室（実母）
- 毛利高久（養父）

正室
- 常 ー 宗義真の娘

子女
- 毛利高通（長男）生母は常（正室）
- 毛利高能（次男）
- 南部信之（三男）
- 毛利聚（四男）
- 戸田忠言正室
- 大久保教純正室後に巨勢至忠継室

養子、養女
- 毛利高丘 ー 毛利高通の長男
- 片桐貞芳継室